# Erich Walger
Erich Johannes Albert Walger (* 10. Dezember 1867 in Berlin; † 24. September 1945 ebenda) war ein deutscher Jurist und Politiker.

## Leben
Als Sohn des Bildhauers Heinrich August Walger (1829–1909)  und dessen Ehefrau Marie Friederike Auguste geb. Eccius geboren, besuchte Erich Walger das Sophien-Gymnasium Berlin und studierte von 1890 bis 1894 Rechtswissenschaften in Berlin. Während seines Studiums wurde er 1890 Mitglied der Berliner Burschenschaft Teutonia. Von 1901 bis 1904 arbeitete er als Magistratsassessor in Charlottenburg und war dann bis 1906 Stadtrat in Halle. Von 1906 bis 1909 gehörte er dem Magistrat und dem Stadtrat in Berlin-Schöneberg an. Er war Vorsitzender der Armendirektion und der Deputation für Verwaltung des städtischen Arbeitsnachweises. Walger gehörte der Gesundheitskommission, der Kassenrevisionskommission sowie dem Stadtausschuss an. Von 1910 bis 1921 war er Bürgermeister von Friedenau. Nach seiner Pensionierung war er als Rechtsanwalt, Notar und Syndikus tätig.
Walger verstarb am 24. September 1945 im Sankt-Gertrauden-Krankenhaus in Berlin-Wilmersdorf. Als Todesursache werden Lungenentzündung und Herz- und Kreislaufschwäche angegeben.